# 中道リベラル
中道リベラル（ちゅうどうリベラル）とは、「中道」＋「リベラル」の2つを併せた概念であるが、文脈や場合により、以下のように、様々な異なる意味で使用される。
1. ヨーロッパ政界の文脈では、現在の欧州刷新[1][2][3]や、その前身の欧州自由民主同盟[4]など、欧州自由民主改革党・欧州民主党・自由主義インターナショナル系を指す。
  1. 近現代ドイツ史学者の辻英史（法政大学人間環境学部教授 / 元・ミュンヘン大学客員教授）は、ドイツの自由民主党を指して「みずから『中道の政党』（Partei der Mitte）を名乗っ」た「『中道』をたばねる主導的な価値観」としての「リベラル」と評している[5]。
2. アメリカ政界の文脈では、一般的に民主党につき、党内の右派を「中道」と、党内の左派を「リベラル」と、それぞれ呼ぶが[6]、その中間派（例えばピート・ブティジェッジなど）を「中道リベラル」と呼ぶことがある[7]。
3. 三浦瑠麗は、2019年の参議院選挙における投票傾向の分析で、立憲民主党への投票者につき、「中道リベラルな傾向を示し、社会リベラル傾向のある有権者を多く惹きつけつつも、社会保守的価値観を抱えた有権者もそれなりに抱えている」と分析している[8]。
4. 上記の旧立憲民主党と旧国民民主党の大半の議員が合流して新たに結党された立憲民主党の泉健太代表は自党を「中道とリベラルの旗手」と語り、また同党はリベラル政党や中道政党であるとされている[9][10][11][12][13]。